# わけありバラエティー みんなのヒミツ
『わけありバラエティー みんなのヒミツ』は、2001年10月22日から2002年2月18日までフジテレビで放送された恋愛バラエティ番組。放送時間は毎週月曜 19:00 - 19:54 (JST) 。

## 概要
家族の様々な「秘密」をキーワードにしていた番組。番組の目玉は、見知らぬ熟年男女7名がオレンジ色のワゴン車で日本縦断旅行をしながら、繰り広げる恋愛模様を追うコーナー。これは、同局で放送の『あいのり』をモチーフとした企画である。

## 出演者

### 司会
- 小倉智昭（フリーアナウンサー）
- 相川梨絵（当時：共同テレビアナウンサー）

### レギュラー
- 高田純次 - 前番組『新常識クイズ!目からウロコ』から続投。
- おさる
- ほか

| フジテレビ 月曜19時枠                       | フジテレビ 月曜19時枠               | フジテレビ 月曜19時枠                                     |
| 前番組                                      | 番組名                              | 次番組                                                    |
| ------------------------------------------- | ----------------------------------- | --------------------------------------------------------- |
| 新常識クイズ!目からウロコ                   | わけありバラエティー みんなのヒミツ | 人には言えない裏人生! ↓ ウィーケストリンク☆一人勝ちの法則 |
| フジテレビ 月曜19:00 - 19:01枠              |                                     |                                                           |
| 新常識クイズ!目からウロコ （19:00 - 19:54） | わけありバラエティー みんなのヒミツ | 人には言えない裏人生! （19:00 - 19:54） ↓ 予告            |